# Jan de Bruin (1902-1958)
Jan de Bruin (Ternaard, 28 februari 1902 – Velp, 7 juni 1958) was een Nederlands politicus van de PvdA. 
Hij werd in de Friese gemeente Westdongeradeel geboren als zoon van Jelger Jans de Bruin (*1877; winkelier) en Haebeltje Sijtzes Glas (*1876). Hij ging in Ternaard, Holwerd en Wormerveer naar de lagere school. Na de hbs begon hij in 1920 als klerk te werken bij de gemeentesecretarie van Leeuwarden waarna hij het bracht tot adjunct-commies. Vijf jaar later werd hij adjunct-commies bij de provinciale griffie van Noord-Holland en in 1931 trad hij als hoofdcommies in dienst bij de gemeente Zandvoort. Midden 1935 volgde hij F. Hajonides op als gemeentesecretaris van Opsterland. De gemeenteraad van Zutphen stemde in april 1940 in met zijn benoeming aldaar tot gemeentesecretaris. Zes jaar later ging De Bruin in dezelfde functie werken bij de gemeente Enschede en in 1950 volgde zijn benoeming tot burgemeester van Rheden. Daarnaast was hij lid van de Provinciale Staten van Gelderland en voorzitter van de Nederlandse Vereniging tot Afschaffing van Alcoholhoudende Dranken. Tijdens dat burgemeesterschap overleed hij in 1958 op 56-jarige leeftijd in het Algemeen Ziekenhuis in Velp. 